# Enrique Villarroya
Enrique Villarroya Llorens (Valencia, 30 de marzo de 1843-Valencia, 9 de marzo de 1899) fue un político de la Comunidad Valenciana.

## Biografía
Sobrino por matrimonio de Domingo Mascarós Vicente. Su familia tenía propiedades en Onteniente y Valencia. Se quedó huérfano de padre a los dos años y su madre lo envió a estudiar a Francia y Bélgica. Allí participó en el Congreso Liberal de Malinas. En 1884 casó con la hija del VI marqués de San Joaquín y Pastor, Filomena Tamarit e Ibarra, después de viuda VII marquesa de San Joaquín y Pastor, sin descendencia.
Cuando volvió a Valencia en 1864 trabajó como periodista en La Unión y El Valenciano, dirigidos por Trinitario Ruiz Capdepón, entonces jefe de la Unión Liberal. En 1866 comenzó la carrera diplomática y en 1869 fue secretario del ministro de Estado, Juan Álvarez Lorenzana. En noviembre de 1869 dirigió el diario La Patria, que defendía la candidatura como rey de España del duque de Montpensier. Luego formó parte del Partido Constitucional y fue elegido diputado por Líria en las elecciones generales de abril de 1872, al tiempo que ejercía de corresponsal en Madrid de Le Français y de la Revue Generale. 
Tras el golpe de Estado del general Pavía (enero de 1874) fue nombrado diputado provincial. Se distanció entonces de Trinitario Ruiz Capdepón y formó una fracción disidente liberal reunida en torno al diario El Comercio. Tras la restauración borbónica fue elegido diputado del Partido Constitucional, otra vez por Líria, en las elecciones de 1876. Fue derrotado en las elecciones de 1879, pero fue nuevamente elegido diputado por Líria en las elecciones de 1881 en la candidatura de Izquierda Dinástica, y por el de Chelva en las elecciones de 1884, esta vez dentro de las filas del Partido Liberal Fusionista. En 1889 fue nombrado senador del Reino por la circunscripción electoral de Toledo, en 1891 lo fue por la Universidad de Valencia y en 1893 por la circunscripción electoral de Castellón.
Fue, además, defensor de la equiparación salarial de maestros y maestras, tal y como consta en la revista Unión: "En uno de los escaparates de un bazar de la calle de Zaragoza, en Valencia, ha estado expuesto al público en estos últimos días, el busto de bronce realizado por Luis Gilabert del diputado a Cortes recientemente electo por el distrito de Chelva, D. Enrique de Villarroya, valioso obsequio que le dedican las maestras de las escuelas públicas de España, como prueba de gratitud por haber sido el iniciador y sostenedor de la proposición de ley sobre la nivelación de sueldos." (Unión, 7-6-1884). 

## Obras
- Eulalia (1865) (novela)